# Hymn of Death
Hymn of Death (사의 찬미?, Sa-ui chanmiLR; lett. "Inno alla morte") è una miniserie televisiva sudcoreana trasmessa su SBS TV dal 27 novembre al 4 dicembre 2018, incentrata sulla tragica storia d'amore tra la soprano Yun Sim-deok e il drammaturgo Kim U-jin durante l'occupazione giapponese della Corea. In lingua italiana è stata distribuita da Netflix fino al 23 dicembre 2023.

## Trama
Tokyo, primi anni Venti. Un gruppo di studenti perlopiù coreani fonda un club letterario, musicale e teatrale per realizzare un'opera, opportunamente censurata secondo i dettami delle autorità giapponesi, con cui dimostrare che la Corea è ancora viva nonostante sia stata colonizzata. Durante la lavorazione e le prove, l'attrice Sim-deok e il regista U-jin stringono un legame sempre più stretto.
Il gruppo riesce a far rappresentare l'opera in Corea, ma U-jin viene arrestato per i contenuti sovversivi del testo e brutalizzato dalla polizia per farne un esempio. Quando viene scarcerato, invita i suoi compagni a casa sua a Mokpo, dove Sim-deok resta sconvolta apprendendo che non solo è di famiglia ricca, ma anche già sposato. La coppia, quindi, si separa.
Cinque anni dopo, Sim-deok è diventata una cantante. U-jin, che nel frattempo ha iniziato a lavorare nell'azienda del padre, assiste a una sua esibizione al teatro Dansungsa, al termine della quale si incontrano e riallacciano il loro rapporto, visto che i sentimenti che li univano non si sono estinti. Nonostante l'opposizione della sua famiglia, U-jin ricomincia a scrivere e lascia sua moglie, andando a Osaka con Sim-deok per le registrazioni di un album che le permetterà finalmente di pagare gli studi dei suoi fratelli e mantenersi. La situazione, però, volge al peggio: il governo giapponese in Corea ricatta Sim-deok con la minaccia di fare del male alla sua famiglia se non parteciperà ai loro eventi, mentre U-jin riceve una visita da sua moglie, dalla quale apprende che suo padre ha smesso di mangiare e l'azienda sta fallendo. Colta dalla disperazione, la coppia si getta in mare dal traghetto di ritorno in Corea.

## Personaggi e interpreti

### Personaggi principali
- Kim U-jin, interpretato da Lee Jong-suk
- Yun Sim-deok, interpretata da Shin Hye-sun

### Personaggi secondari
- Yun Suk-ho, interpretato da Kim Won-hae
- Signora Kim, interpretata da Hwang Young-hee
- Yun Seong-deok, interpretata da Go Bo-gyeol
- Yun Gi-seong, interpretato da Shin Jae-ha
- Hong Nan-pa, interpretato da Lee Ji-hoon
- Jo Myung-hee, interpretato da Jung Moon-sung
- Hong Hae-sung, interpretato da Oh Eui-shik
- Kyosuke Tomoda, interpretato da Lee Joon-yi
- Han Ki-joo, interpretata da Han Eun-seo
- Gim Hong-gi, interpretato da Lee Sang-yeob
- Lee Yong-moon, interpretato da Jang Hyun-sung
- Ufficiale governativo, interpretato da Lee Cheol-min
- Lee Seo-koo, interpretato da Kim Kang-hyun
- Dauchi, interpretato da Jang Hyuk-jin
- Professoressa di musica, interpretata da Bae Hae-sun

## Produzione
Le riprese sono iniziate a fine aprile 2018.